# Cherbezatina andriai
Cherbezatina andriai är en skalbaggsart som beskrevs av Marc Lacroix 1993. Cherbezatina andriai ingår i släktet Cherbezatina och familjen Melolonthidae. Inga underarter finns listade i Catalogue of Life.